# Teddy Sempinski
Tadeusz-Marya (Teddy) Sempinski, född 17 september 1927 i Grudziadz, Polen, död 1998 i Västerås, var en polsk-svensk målare, tecknare och grafiker.
Han var son till kaptenen Tadeusz-Michal Sempinski och Irena Remankiewicz och 1952-1973 gift med konstnären Dorothy Ruhne. 1974 gifte sig Sempinski med Rose-Marie Ahnelöv. De fick dottern Katarina (Sempinski Olsen), som fick döttrarna Stella, Fanny och Ebba. Sempinski kom till Sverige 1947 för att få sanatorievård. Han studerade vid Konstfackskolan i Stockholm 1950 och blev elev vid Konsthögskolan 1951 men tvingades avbryta studierna på grund av sjukdom. Han gjorde upprepade studieresor till Frankrike, Spanien och England där han bedrev självstudier. Han tilldelades Västerås stads kulturstipendium 1955. Han debuterade i en utställning på Konstnärshuset i Stockholm 1951 där han visade summariskt dekorativa landskapsmålningar. Han medverkade i Nationalmuseums Unga tecknare och ett flertal gånger på Liljevalchs konsthall. Tillsammans med sin fru Dorothy ställde han ofta ut i Uppsala och Surahammar och han medverkade i samlingsutställningar arrangerade av Västerås konstförening. Bland hans offentliga arbeten märks monumentalmålningar för Västerås tekniska verk, Skinnskattebergs centralskola, Norbergs kommunhus och Västerås stadshus. Tillsammans med sex andra Västeråskonstnärer gav han ut en grafikmapp 1962. Representerad vid Moderna museet och Västerås konstförenings galleri.

## Offentliga verk i urval
- Mosaik, 1953, mellan fönstren på femte våningens fasad mot Munkgatan, Tekniska verkens hus, Västerås
- Mosaik, 1954, Carl Hennings gata 4 och 6 i Västerås
- Sju fasadmosaiker på Norbergs kommunhus i Norberg, 1958
- Solarium, mosaik, 1960, Stora gatan 39 i Västerås
- Tetrakord, mosaik, 1961, Carlforska skolan, Sångargatan 1 i Västerås
- Mönsterfågel, glaserad chamotte, 1964, Kaserngatan 57-61 i Västerås
- Utblick, chamotte, 1965, Lillängskolan, Stenhagsgatan 8 i Västerås
- Blickpunkt, betong och chamotte, 1968, Sigfrid Edströms gata, hörnet av Bygatan, i Västerås
- Stenblomma, glaserad chamotte, 1971, Stora gatan 23, hörnet Vasagatan, i Västerås
- Lovsång, målning i sjukhuskyrkan på Västmanlands sjukhus i Västerås

## Bildgalleri

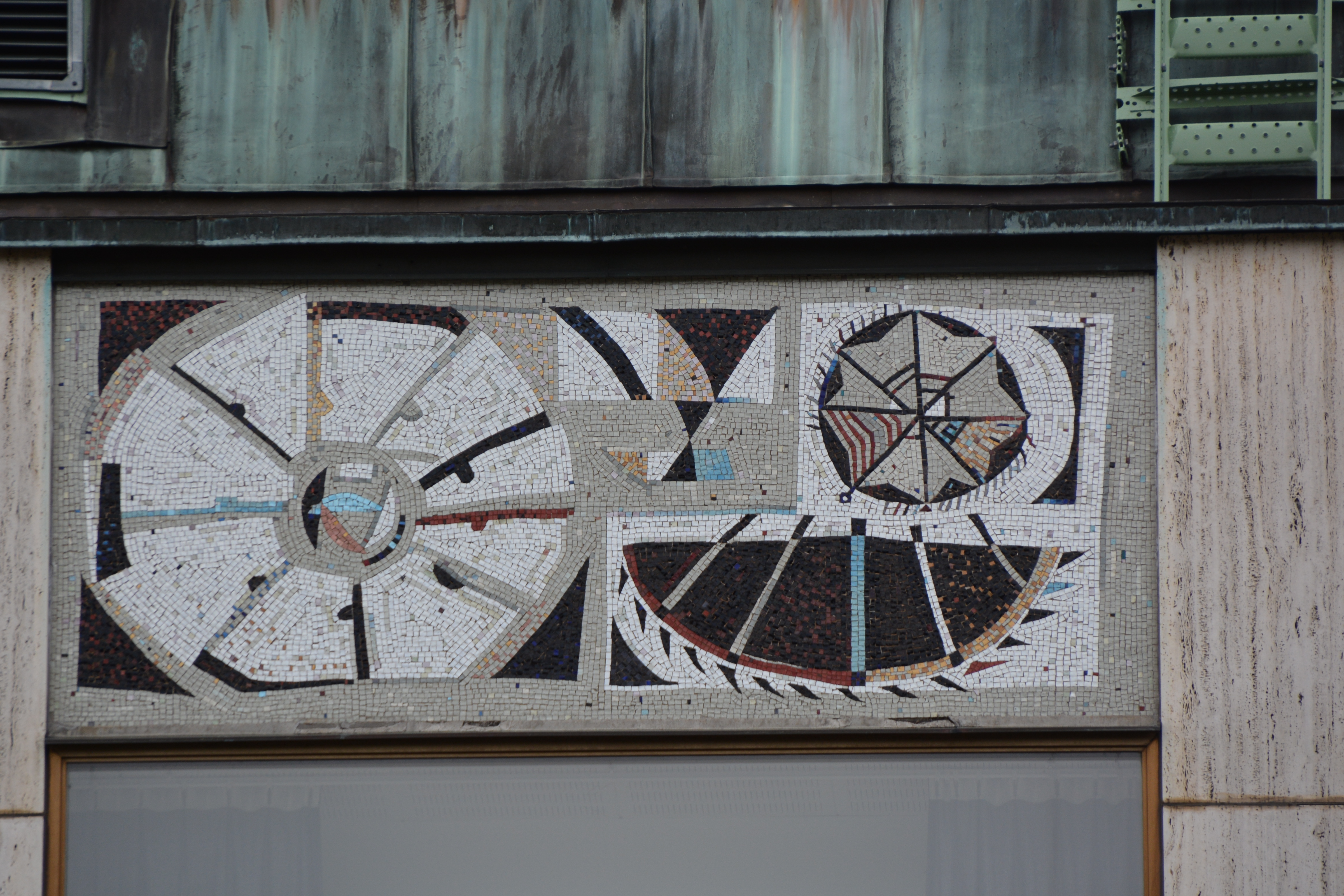
Fasadmosaik i Norberg
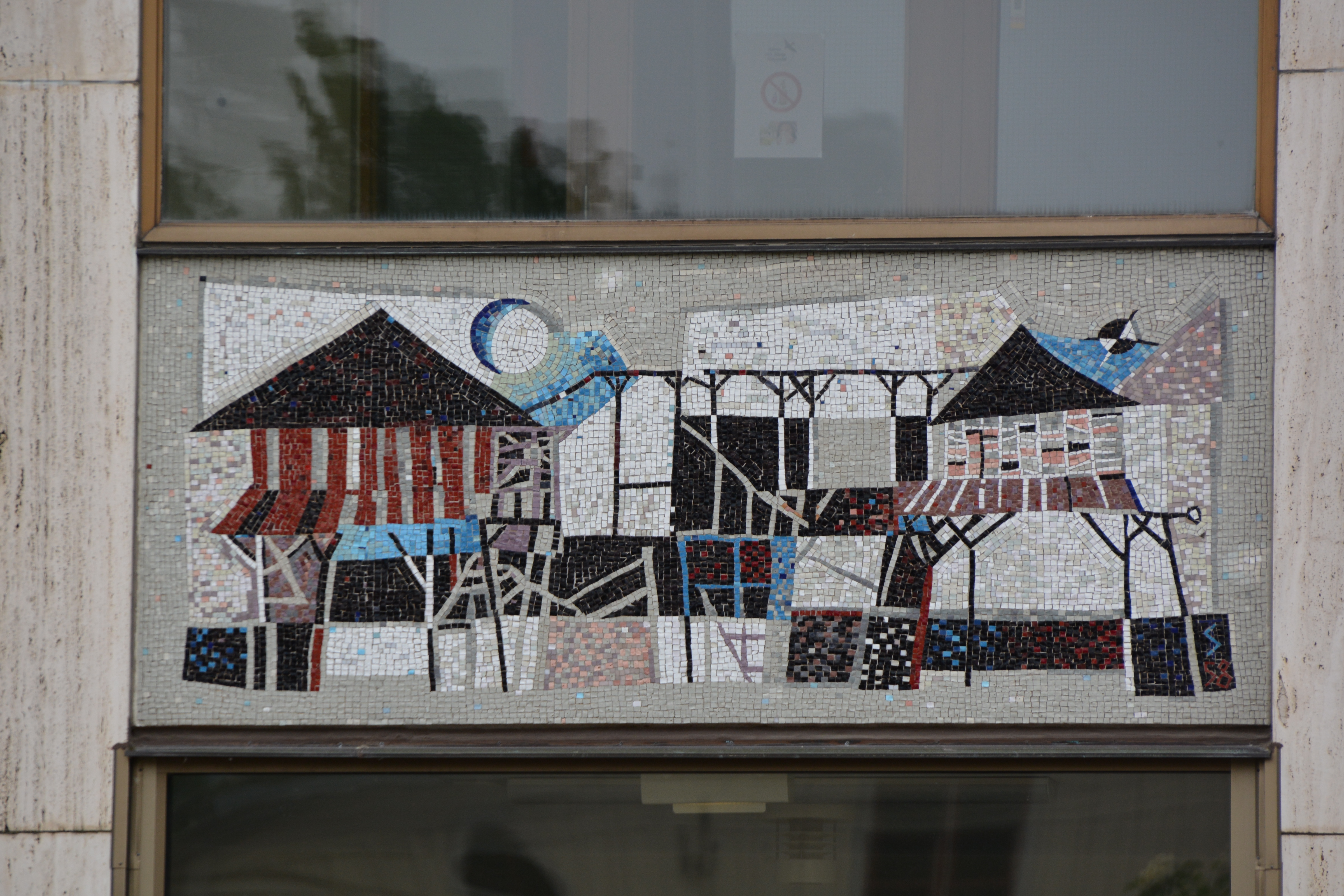
Fasadmosaik i Norberg
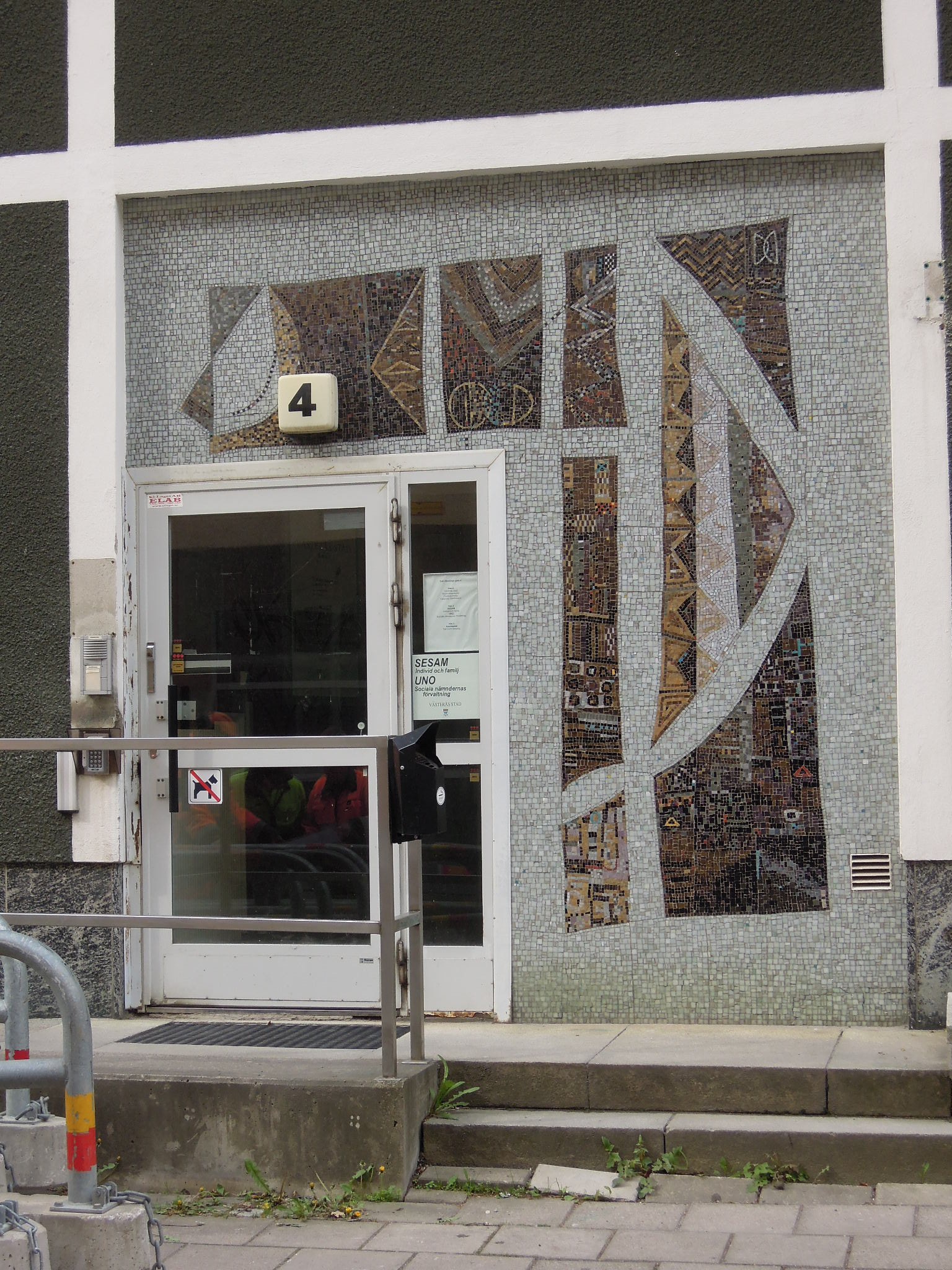
Mosaik, Carl Hennings gata 4 i Västerås
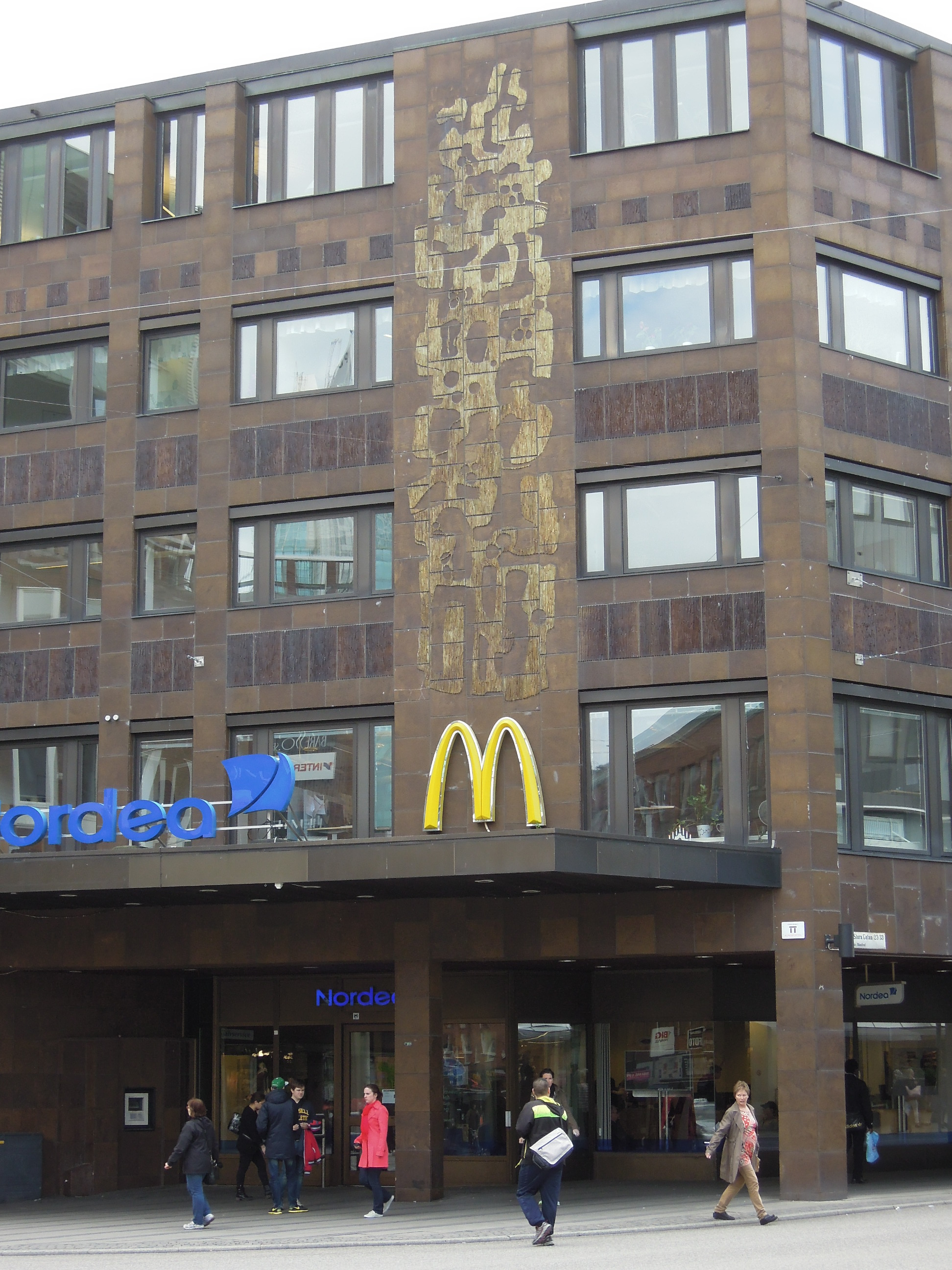
Stenblomma i Västerås